# Svetlana Zitāne
Svetlana Zitāne (Kuldīga, 22 maggio 1967) è un'ex cestista lettone, fino al 1991 sovietica.

## Carriera
Con la Lettonia ha disputato i Campionati europei del 1999.